# Богданов Микола Дмитрович
Мико́ла Дми́трович Богда́нов (1920—1945) — підполковник Робітничо-селянської Червоної армії, учасник Другої світової війни, Герой Радянського Союзу (1943).

## Біографія
Микола Богданов народився 27 квітня 1920 в селі Любимівка (нині — Дніпровський район Дніпропетровської області України) в сім'ї селянина. Здобув середню освіту, після чого працював креслярем, проживав у Ташкенті. В 1938 році був покликаний на службу в Робітничо-селянську Червону армію Дніпропетровським районним військовим комісаріатом Української РСР. 1940 року він закінчив Київське артилерійське училище. 1941 року вступив до ВКП(б). З липня 1941 року — на фронтах німецько-радянської війни. До вересня 1943 року майор Микола Богданов командував дивізіоном 34-го гвардійського артилерійського полку 6-ї гвардійської стрілецької дивізії 13-ї армії (СРСР) Центрального фронту. Відзначився під час вигнання радянцями нацистів з України.
12—14 вересня 1943 року Богданов підтримував артилерійським вогнем стрілецькі підрозділи, що атакували опорні пункти німецьких військ у селах Комарівка і Євлашівка Борзнянського району Чернігівської області. 19—29 вересня Богданов вміло організував форсування річок Десни, Дніпра та Прип'яті на плотах, виготовлених з підручних засобів. Брав участь у боях за плацдарми на західних берегах цих річок, завдавши великої шкоди противнику.
Указом Президії Верховної Ради СРСР від 16 жовтня 1943 року за «зразкове виконання бойових завдань командування на фронті боротьби з німецько-фашистськими загарбниками і проявлені при цьому мужність та героїзм» гвардії майор Микола Богданов був удостоєний високого звання Героя Радянського Союзу з врученням ордена Леніна і медалі «Золота Зірка» за номером 1801.
31 січня 1945 року під час боїв за визволення Польщі командир 255-го винищувально-протитанкового артилерійського полку 11-ї гвардійської винищувально-протитанкової артилерійської бригади гвардії підполковник Микола Богданов загинув у бою. Був похований на центральному кладовищі Львова, згодом його прах перепоховали в рідному селі.
Нагороджений також двома орденами Червоного Прапора, орденами Олександра Невського, Вітчизняної війни 1-го ступеня, Червоної зірки, «Знак Пошани», а також рядом медалей. На честь Героя Радянського Союзу Богданова названа вулиця в його рідному селі.